# Sveriges landsdelar

Sveriges tre landsdelar

Sveriges landsdelar utgörs av Sveriges tre gamla "huvuddelar", Svealand, Götaland och Norrland. Det är en geografiskt hävdvunnen indelning som är historiskt förankrad i olik grad.
Landsdelarna är geografiska grupperingar av landskapen, men de fyller inte någon administrativ funktion. De har heller inte, till skillnad från de likaledes icke-administrativa landskapen, tilldelats några heraldiska vapen eller andra symboler. Den vanligaste användningen av dessa landsdelar i vardagliga sammanhang torde vara i väderrapporter. 
Namnen förekommer också i viss distriktsindelning. Så är till exempel Mellersta Norrland och Övre Norrland benämningar på två så kallade riksområden i statistiska sammanhang.

## Historik

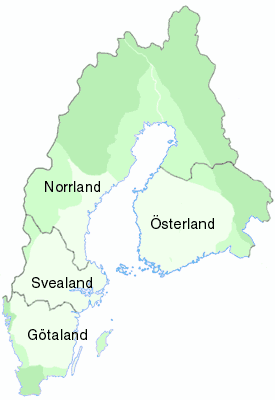
Sveriges historiska landsdelar. Den nuvarande riksgränsen mot Finland är vit, medan landsdelarnas gränser är mörkgrå. De ljusaste områdena visar Sveriges ungefärliga utsträckning på 1300-talet.

Landsdelarnas sammansättningar har varierat genom historien, främst på grund av att Sveriges yttre gränser förändrats. De sydliga landskapen Blekinge och Skåne samt Bohuslän i väst införlivades i Sverige genom Freden i Roskilde 1658 och de har därefter kommit att ingå i Götaland, liksom de genom freden i Brömsebro 1645 erhållna landskapen Halland och Gotland. Även Härjedalen och Jämtland erhölls detta år och de har sedermera kommit att räknas till Norrland. 
Fram till 1809 ingick Finland i Sverige och räknades då som en fjärde landsdel. Tidigare räknades de nordligare delarna av Finland till Norrland och de sydligare som en egen landsdel kallad Österland. Denna senare benämning kom dock tidigt ur bruk, sannolikt redan under Kalmarunionens tid. Vissa landskap i Sverige har även bytt landsdelstillhörighet, till exempel Gästrikland (från Svealand till Norrland) och Värmland (från Götaland till Svealand). Sådana förändringar har inte skett genom centrala beslut utan vuxit fram successivt.[källa behövs]

## Geografiska data
Nedanstående tabell avser den fördelning som varit allmänt vedertagen de senaste århundradena:
| Landsdel | Folkmängd (2021-12-31) | Folkmängd (%) | Yta (km²), inkl. sjöar och vattendrag | Yta (%) | Antal landskap | Landskap |
| -------- | ---------------------- | ------------- | ------------------------------------- | ------- | -------------- | --- |
| Götaland | 4 995 764              | 47,8          | 97 841                                | 21,7    | 10             | Skåne, Blekinge, Halland, Småland, Öland, Gotland, Östergötland, Västergötland, Dalsland och Bohuslän         |
| Svealand | 4 268 504              | 40,8          | 91 098                                | 20,2    | 6              | Södermanland, Uppland, Västmanland, Närke, Värmland, och Dalarna                                              |
| Norrland | 1 188 031              | 11,4          | 261 292                               | 58,0    | 9              | Gästrikland, Hälsingland, Härjedalen, Jämtland, Medelpad, Ångermanland, Västerbotten, Norrbotten och Lappland |